# Cansel Elçin
Cansel Elçin ou Cansel Elcin, né le 20 septembre 1973 à Izmir en Turquie est un acteur et réalisateur turc.

## Biographie
Cansel Elçin, bien que né en Turquie, a grandi en France. Il habite à Paris depuis 1983, où il a suivi sa scolarité, au lycée Racine. Il a ensuite fait des études universitaires en sciences économiques et sociales. Il suit une formation de trois ans au Cours Florent, dans la même promotion qu'Audrey Tautou, de 1994 à 1997.
Cansel Elçin est peu connu du grand public en France, tandis qu'il est au devant de la scène en Turquie grâce à son rôle de Ahmet dans la série Hatırla Sevgili.  En 2011, il partage les premiers rôles avec Beren Saat dans la série Yalanci Bahar. Il interprète au Québec un second rôle remarqué dans Là où Atilla passe... (2016) d'Onur Karaman.

## Filmographie

### Cinéma

#### Longs métrages
- 1997 : Irma Vep de Olivier Assayas
- 1998 : Le Dernier Harem (Harem suare) de Ferzan Özpetek – Journaliste
- 1999 : Le Cœur à l'ouvrage de Laurent Dussaux –
- 2001 : L'Art (délicat) de la séduction de Richard Berry – Designer 4
- 2002 : A+ Pollux de Luc Pages – Un ami intrus chez Halvard
- 2004 : Tu vas rire, mais je te quitte de Philippe Harel – Un acteur
- 2004 : L'Équilibre de la terreur de Jean-Martial Lefranc – Tarek
- 2016 : Là où Atilla passe... d'Onur Karaman – Ahmet

#### Court métrage
- 2002 : Le Grand Avoir de Marnier & Griffon

### Télévision
- 1999 : Route de Nuit de Laurent Dussaux – Le medecin de garde
- 2002 : La Crim' de Denis Amar – Vincent Hartmann
- 2004 : Navarro de Une femme aux abois – José Pinheiro
- 2006 : Kirik Kanatlar (Les ailes brisées) (série turque de 13 épisodes) de Cagatay Tosun – Capitaine Cemal
- 2010 : Gönülçelen (série turque de 2 saisons, 56 épisodes) – Murat

## Théâtre
- 1996 : American Buffalo de David Mamet, mise en scène Michèle Harfault, Théâtre de l'île St Louis
- 1997 : Appelez-moi chef ou Cellule 118 de Alphonse Boudard, mise en scène Raymond Acquaviva, Théâtre du Petit Hébertot
- 2001 : Silence complice de Daniel Keene, mise en scène Béla Grushka, Théâtre des Déchargeurs
- 2002 : La salle d'eau de Valérie Vila Y Vicens, mise en scène Valérie Vila Y Vicens, Théâtre 13

### Récompenses
Elçin remporte le prix « Best Male TV Actor Award » pour son rôle dans Hatirla Sevgili, à Beykent University, en 2008 aux Communication Awards, grâce aux votes des étudiants (8000 votants).